# Sussaba callosa
Sussaba callosa är en stekelart som beskrevs av Dasch 1964. Sussaba callosa ingår i släktet Sussaba och familjen brokparasitsteklar. Inga underarter finns listade i Catalogue of Life.